# Krajnia Derażnia
Krajnia Derażnia (ukr. Крайня Деражня) – wieś na Ukrainie, w obwodzie żytomierskim, w rejonie nowogrodzkim, nad Zharem. W 2001 roku liczyła 278 mieszkańców.